# Radnice (vojenský újezd Hradiště)
Radnice (německy Redenitz) je zaniklá vesnice ve vojenském újezdu Hradiště v okrese Karlovy Vary v Karlovarském kraji. Stávala v Doupovských horách, asi 6,5 kilometru jihozápadně od Kadaně.

## Název
Název vesnice je odvozen z osobního jména Raden ve významu ves lidí Radnových. V historických pramenech se objevuje ve tvarech: Rednitz (1295), Radnycz (1352), Rednicz (1384), Bednycz (1385), Radnicz (1460), Radnicze (1593), Redenitz (1654, 1787 a 1846).

## Historie
První písemná zmínka o Radnici pochází z roku 1295 a nachází se v přídomku Peregrinuda de Rednicz. Vesnice od 14. století tvořila součást panství hradu Egerberk. Pravděpodobně někdy mezi lety 1261–1384 byl vystavěn místní kostel, kam vrchnost dosazovala kněze. Fara se nacházela v Okounově. Na počátku sedmnáctého století Radnice patřila pánům ze Štampachu, ale po bitvě na Bílé hoře ji spolu s Egerberkem koupil hrabě Kryštof Šimon Thun a připojil ji ke kláštereckému panství. Po třicetileté válce ve vsi podle berní ruly z roku 1654 žili čtyři sedláci, osm chalupníků a pět poddaných bez pozemků. Hlavním zdrojem obživy byl chov dobytka, práce v lese a dodávky dřeva do hutí.
V roce 1787 uvádí Jaroslav Schaller ve své topografii v obci 35 domů, v roce 1846 pak Johann Gottfried Sommer 38 domů, v nichž žilo 205 obyvatel. Dále zde také zmiňuje mlýn a hospodu. V polovině 19. století ve vsi stála trojdřídní škola, kterou navštěvovaly také děti z Donína, Hůrky, Jindřichova, Malé Lesné, Ostrého a Pastvin. Nejbližší železniční zastávky se nacházely v Želině a Klášterci nad Ohří. Podle údajů z roku 1914 zde stálo sedm velkých usedlostí, mlýn, sýrárna, dva hostince, dva obchody, trafika, spořitelna a pošta. Dne 1. ledna 1920 byla do vesnice zavedena elektřina.
Po roce 1945 se ani Radnici nevyhnul nucený odchod Němců. Vesnice zanikla v důsledku zřízení vojenského újezdu ve třetí etapě rušení sídel. Vysídlena byla k 15. květnu 1954.

## Přírodní poměry
Radnice stávala v katastrálním území Žďár u Hradiště v okrese Karlovy Vary, asi dva kilometry jihozápadně od Brodců u Kadaně. Nacházela se v nadmořské výšce okolo 505 metrů. Oblast se nachází v severovýchodní části Doupovských hor, konkrétně v jejich okrsku Jehličenská hornatina. Půdní pokryv v širším okolí tvoří kambizem eutrofní. Vesnicí protékal drobný potok, který se severně od ní vléval do Donínského potoka.
V rámci Quittovy klasifikace podnebí Radnice stála v mírně teplé oblasti MT3, pro kterou jsou typické průměrné teploty −3 až −4 °C v lednu a 16–17 °C v červenci. Roční úhrn srážek dosahuje 600–750 milimetrů, počet letních dnů je 20–30, počet mrazových dnů se pohybuje od 130 do 160 a sněhová pokrývka zde leží 60–100 dnů v roce.

## Obyvatelstvo
Při sčítání lidu v roce 1921 zde žilo 283 obyvatel (z toho 143 mužů), z nichž byli dva Čechoslováci, 278 Němců a tři cizinci. Kromě tří evangelíků patřili k římskokatolické církvi. Podle sčítání lidu z roku 1930 měla vesnice 264 obyvatel: osm Čechoslováků, 254 Němců, jednoho příslušníka jiné národnosti a jednoho cizince. Kromě jednoho evangelíka a jednoho člena sčítáním nezjišťované církve se hlásili k římskokatolické církvi. V roce 1947 v Radnici žilo 115 obyvatel.
|           | 1869 | 1880 | 1890 | 1900 | 1910 | 1921 | 1930 | 1950 |
| --------- | ---- | ---- | ---- | ---- | ---- | ---- | ---- | ---- |
| Obyvatelé | 234  | 256  | 280  | 291  | 270  | 283  | 264  | 113  |
| Domy      | 39   | 46   | 51   | 51   | 53   | 50   | 52   | 52   |

## Obecní správa
Po zrušení patrimoniální správy se Radnice stala obcí, k níž byly roku 1868 připojeny osady Hůrka, Jindřichov a Ostré. Obec zanikla až při zřizování vojenského újezdu. Její katastrální území měřilo 3,61 km².

## Pamětihodnosti
- Dominantou vesnice býval zaniklý kostel svatého Jakuba Většího.[11] Roku 1758 se stal farním a v letech 1766–1767 proběhla jeho barokní[11] přestavba. Autorem nástropních fresek z téže doby byl F. Maier.[2] Kostel v padesátých letech 20. století vyhořel. Byl sice znovu zastřešen, a nějakou dobu sloužil jako skladiště, ale v polovině šedesátých let byl zbořen.[11]
- Zaniklá kaple[12]